# Kloster Kröffelbach

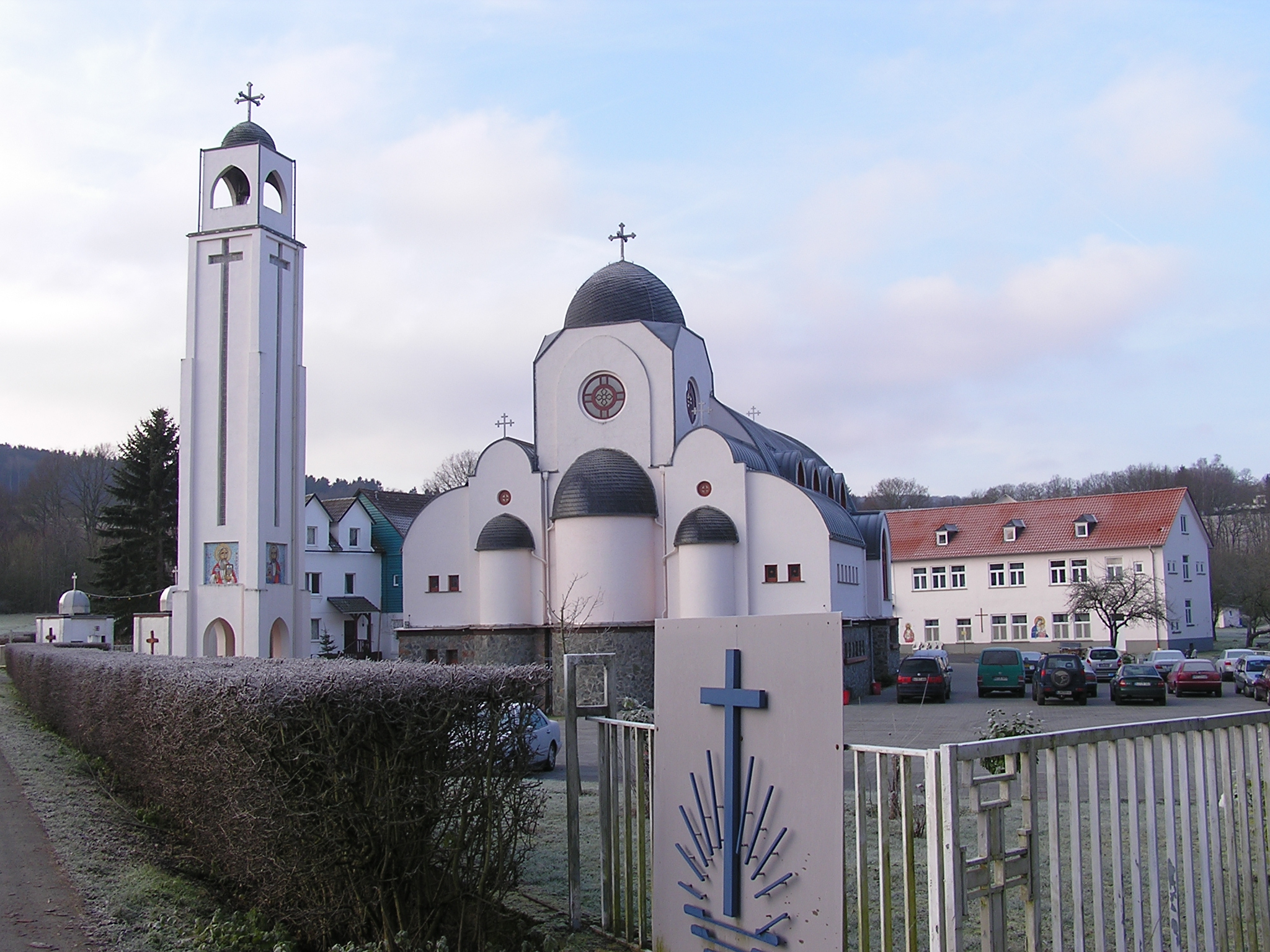
Kloster Kröffelbach von Osten

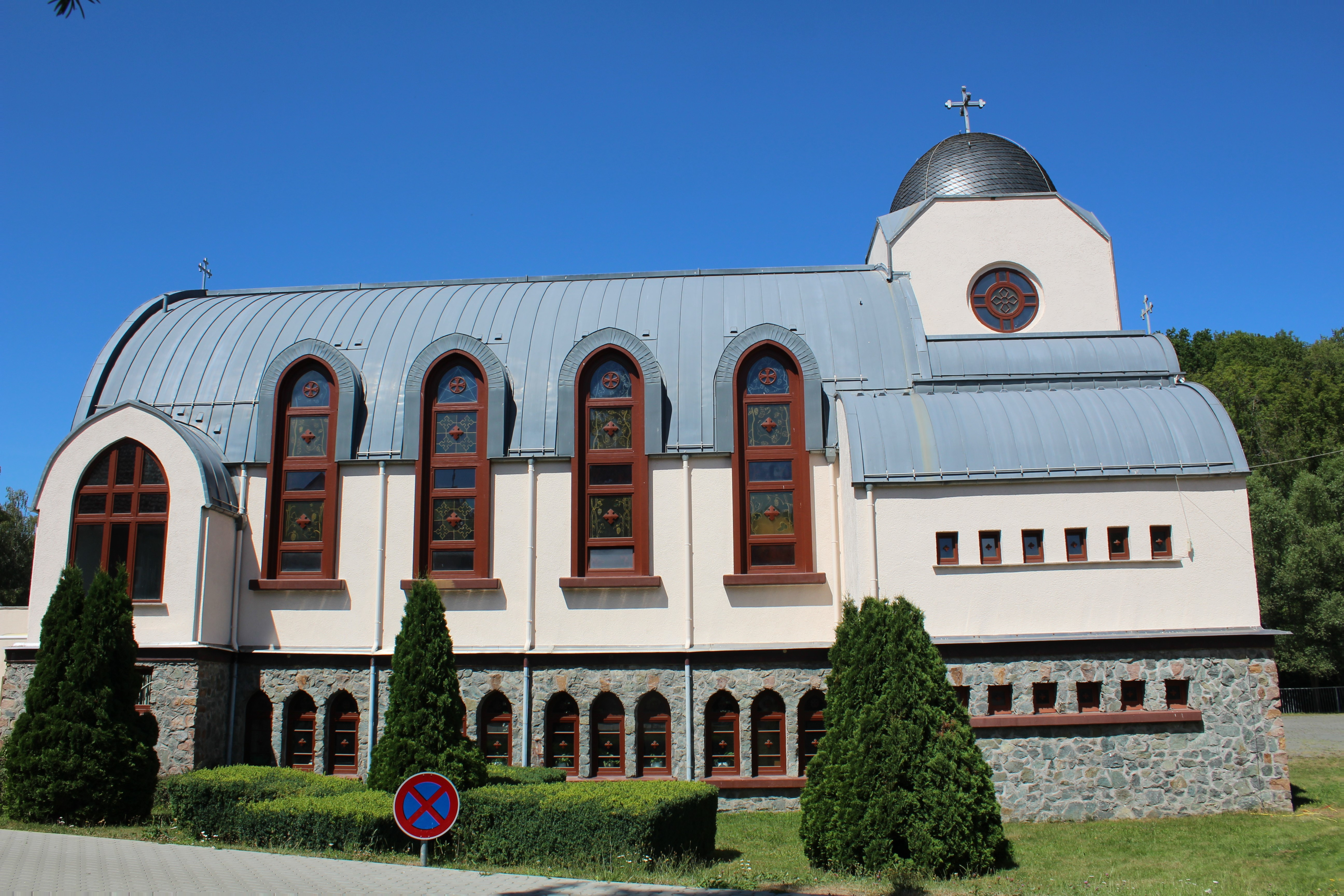
Ansicht der Klosterkirche von Süden

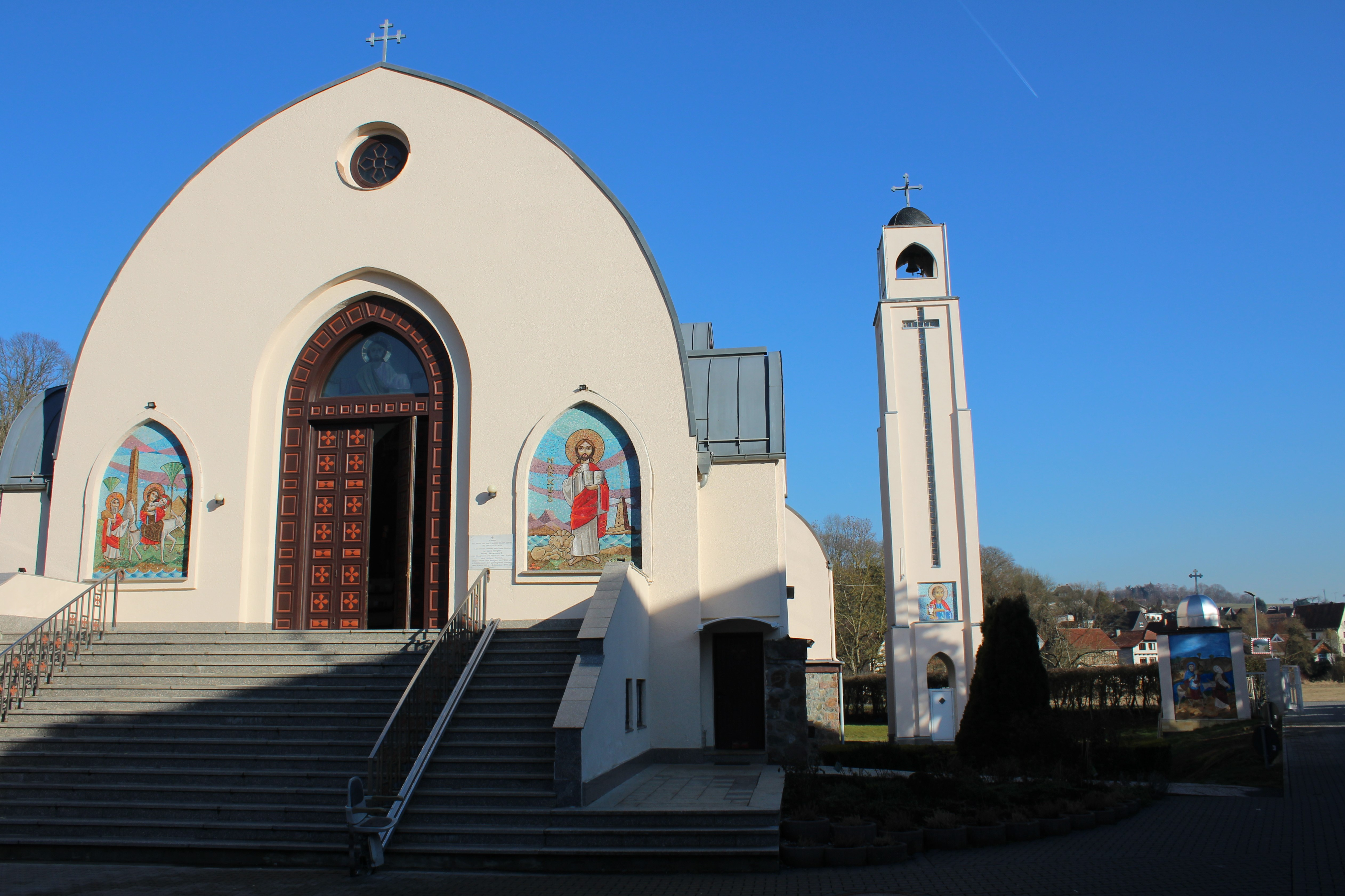
Eingang der Klosterkirche im Westen

Koptisch-orthodoxes Kloster des Heiligen Antonius nennt sich ein Kloster in Waldsolms-Kröffelbach (kurz: Kloster Kröffelbach), das zur Koptischen Kirche gehört und das geistliche Zentrum der Kopten im deutschsprachigen Raum ist. Seit Pfingsten 2010 ist es das erste von der koptisch-orthodoxen Kirche offiziell akkreditierte Kloster auf dem europäischen Festland.

## Bedeutung

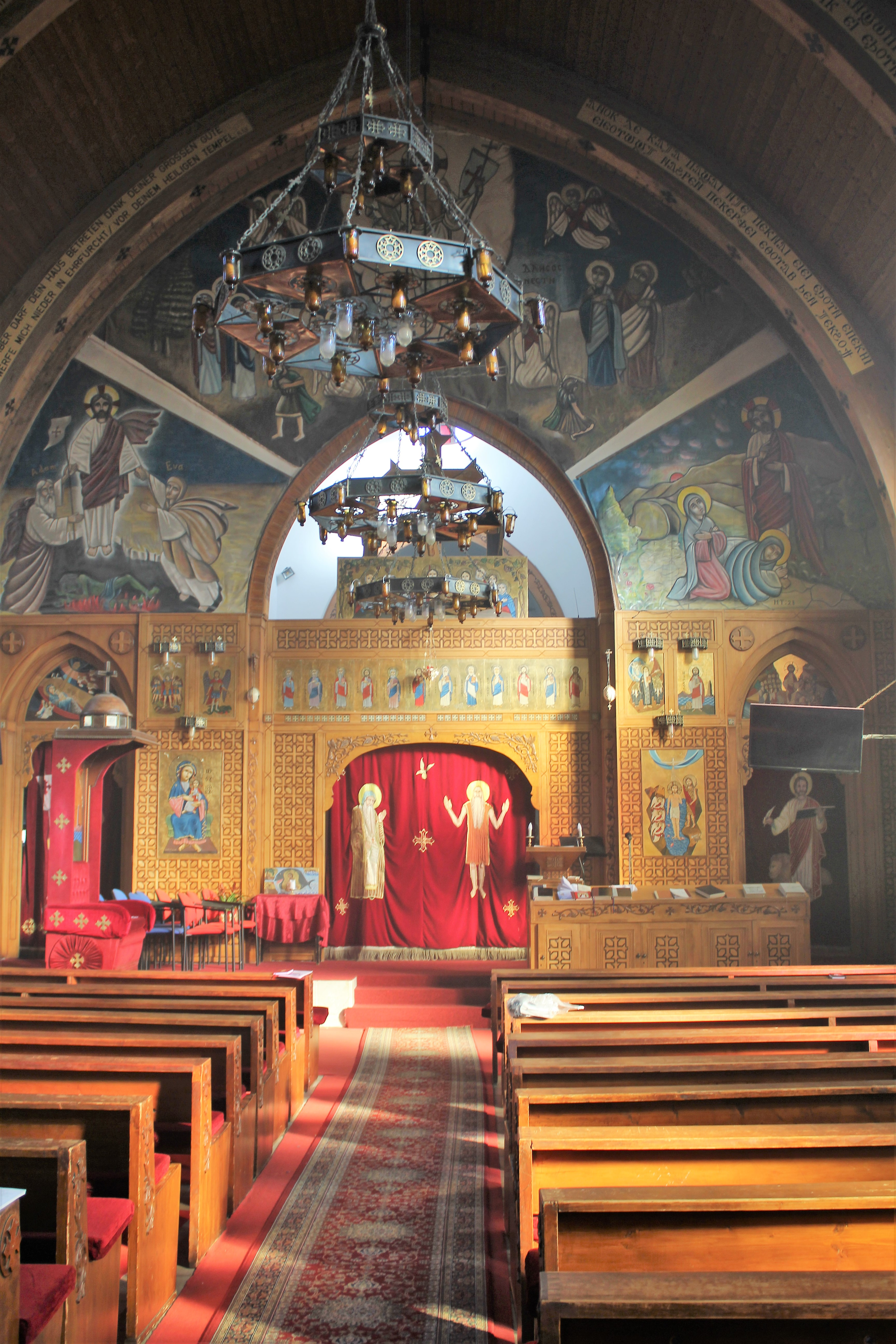
Blick in die Kirche, links der rote Bischofssitz vor der Ikonostase mit der goldenen Tür

Das St.-Antonius-Kloster ist das älteste und bedeutendste koptische Kloster in Deutschland. Es wurde nach dem ersten der Mönche, dem Heiligen Antonius dem Großen, benannt.
Im Kloster befindet sich die erste Kirche in Europa, die in koptischem Stil erbaut wurde. Die geräumige Kirche wurde nach dem Vorbild koptischer Architektur als Kuppelbau mit einem separaten Glockenturm errichtet und verfügt über drei Altäre. Die Kirche wurde von ägyptischen Künstlern mit modernen Ikonen und Fresken ausgeschmückt.
Das Kloster ist ein Haus des Gebets und der Meditation, eine Herberge für die Mönche und Gäste, die Ruhe und Trost suchen. Das koptische Kloster wird auch von Christen anderer Konfessionen besucht. Es hat zudem die Funktion eines Zentrums, in dem Seminare, Treffen und andere Veranstaltungen stattfinden.
Vom Kloster aus wird die Seelsorge an den Kopten im deutschsprachigen Raum koordiniert und zugleich auch in vielfältiger Weise wahrgenommen, weil dort die meisten überregionalen Veranstaltungen der Kopten stattfinden. Besonders die religiöse Bildung der Kopten soll vom Kloster aus gewährleistet werden. So werden die Schriften der koptischen Päpste verlegt und verbreitet sowie entsprechende Bildungsveranstaltungen durchgeführt.

## Lage
Das St.-Antonius-Kloster liegt im Gebiet von Waldsolms am unteren Taunus, umgeben von Bergen, Tälern und Wäldern, direkt am Ortsausgang von Kröffelbach. Es sind etwa 15 km nach Wetzlar, 20 km nach Butzbach, 25 km nach Gießen und 60 km nach Frankfurt am Main.

## Theologisches Institut
Seit 2002 befindet sich im Kloster das Koptisch-Orthodoxe Theologie-Kolleg Papst Schenuda III., das der Theologischen Fakultät des Bischofs für Lehre und religiöse Institute untersteht und von Papst Schenuda III. geleitet wurde. Diese theologische Fakultät ist als die Weiterführung der alten theologischen Fakultät von Alexandria anzusehen und vertritt die alexandrinische Theologie und orthodoxe Lehre. An diesem Institut kann koptische-orthodoxe Theologie in einem vierjährigen Studiengang studiert werden, der mit dem „Baccalaureus der Theologiewissenschaften“ (BA der Theologie) abschließt. Insbesondere Religionslehrer und Diakone werden dort ausgebildet.

## Geschichte
1975 wurde Vater Salib Sourial nach Deutschland von Papst Schenuda III. entsandt, um den koptischen Bischof Anba Samuel bei dessen Bemühungen zur Errichtung eines Klosters und Zentrums für die Kopten in Deutschland zu unterstützen. 1980 erwarben die Kopten in Deutschland ein zwei Hektar großes Grundstück im Solmsbachtal in Kröffelbach mit zwei Altbauten, und die ersten Mönche aus dem koptischen Baramous-Kloster in Wadi El-Natrun in Ägypten wurden nach Kröffelbach entsandt.
Am 7. April 1980 wurde die erste Liturgie gefeiert. Im November 1990 nahm Papst Schenuda III. die Einweihung der neuen Kirche vor. Im November 2002 wurde der Lehrbetrieb im Institut für koptisch-orthodoxe Theologie mit über 30 studierenden Männern und Frauen aufgenommen. An Pfingsten 2010 wurde das Kloster durch die Heilige Synode der koptisch-orthodoxen Kirche in Kairo unter der Leitung von Papst Schenuda III. anerkannt. Im Dezember 2015 wurde durch ein Feuer das angrenzende Wohnhaus im Dachgeschoss so stark beschädigt, dass dieses jetzt unbewohnbar ist. Der Schaden beträgt etwa 300.000 €.

## Leitung
Geleitet wird das Kloster von Abtbischof Anba Michael.